# 卡拉·麦吉
卡拉·麦吉（英語：Carla McGhee，1968年3月6日—），生于伊利诺伊州皮奥里亚，美国女子篮球运动员。她曾获得1996年夏季奥运会女子篮球比赛金牌以及1994年女子篮球世锦赛铜牌。